# Ernesto Pascal
Ernesto Pascal (Napoli, 7 febbraio 1865 – Napoli, 25 gennaio 1940) è stato un matematico italiano.

## Biografia
Nacque a Napoli da una famiglia di lontane origini francesi. Pascal si laureò all'Università di Napoli nel 1887 e nei due anni successivi frequentò corsi di perfezionamento a Pisa e Gottinga. Soprattutto quest'ultimo corso fu importante per la sua successiva carriera, in quanto lo fece notare da Felix Klein. Al ritorno in Italia, ottenne una Cattedra di calcolo infinitesimale, a Pavia. Nel 1907, poi, tornò a Napoli per restarci definitivamente, insegnando all'Università di Napoli. 
Dal 1910 al 1939 diresse la rivista Giornale di Matematiche fondata da Giuseppe Battaglini.
Pascal fu un forte critico dei "Costumi e usanze nelle Università italiane". Queste critiche portarono ad iniziative concrete quando divenne preside della Facoltà di Scienze di Napoli. Tra l'altro, fondò il seminario di Matematica e dotò ogni cattedra di un proprio laboratorio. Uno di questi laboratori, il Gabinetto di Calcolo Differenziale, si trasformò nell'Istituto per le Applicazioni del Calcolo.
Ernesto Pascal sviluppò moltissimo la teoria degli integrafi, inventati da Bruno Abdank-Abakanowicz studiandone l'utilizzo nella soluzione grafico-numerica di equazioni differenziali e progettò strumenti specifici per questo utilizzo. Molti degli integrafi da lui progettati vennero realizzati da Roberto Marcolongo.  Fu relatore della tesi di laurea di Renato Caccioppoli, anche se quest'ultimo diventerà molto critico nei suoi confronti.
Fece parte dell'Accademia Nazionale dei Lincei, pur senza conseguire mai il Premio Reale messo in palio dall'Accademia, dell'Istituto Lombardo e dell'Accademia Nazionale delle Scienze. Quest'ultima gli conferì due volte (nel 1904 e  nel 1914) la medaglia d'oro per la Matematica.
Nonostante il carattere autoritario, fu fermamente ostile al fascismo. I due figli, Alberto e Mario, seguirono le orme paterne dedicandosi allo studio e all'attività accademica, il fratello Carlo fu un importante latinista.
Il liceo di Pompei è intitolato a suo nome.

## Opere
La produzione scientifica di Ernesto Pascal è molto ampia e comprende oltre 250 opere . Tra le più significative si possono ricordare:
- Repertorio di matematiche superiori (definizioni, formule, teoremi, cenni bibliografici) (1898-1900)[9][10]
- Esercizi e note critiche di calcolo infinitesimale (1895) [11]
- I determinanti. Teoria ed applicazioni (1897)[12]
- Lezioni di Calcolo infinitesimale Parte I: calcolo differenziale (1902) [13]
- Lezioni di calcolo infinitesimale Parte II: calcolo integrale (1895) [14]
- Lezioni di calcolo infinitesimale Parte III: calcolo delle variazioni e calcolo delle differenze finite (1897) [15]
- I gruppi continui di trasformazioni (1903) [16]
- Teoria delle funzioni ellittiche (1896) [17]
- I miei integrafi per equazioni differenziali, Atti della R. Acc. delle Scienze Fisiche e Mat. di Napoli, 1913 - 1914[6]